# Julia Riedel
Julia Riedel (Dresda, 20 gennaio 1989) è una pattinatrice di short track tedesca.

## Palmarès

### Europei
- 3 medaglie:
  - 2 ori (staffetta a Sheffield 2007; staffetta a Dresda 2010);
  - 1 argento (staffetta a Malmö 2013).